# Jan De Geer
Jan Gerard Holmar De Geer af Finspång, född 16 oktober 1918 i Katarina församling i Stockholm, död 3 maj 2007 i Råsunda församling i Solna i Stockholms län, var en svensk friherre och geolog.
Efter studentexamen 1938 vid Högre realläroverket på Norrmalm i Stockholm studerade han vid Stockholms högskola, där han blev filosofie kandidat 1952. 1963 blev han geolog vid Statens geologiska undersökning, 1965 filosofie licentiat vid matematik-naturvetenskapliga fakulteten på Uppsala universitet och senare förste statsgeolog vid förvaltningsmyndigheten Sveriges geologiska undersökning. De Geer var också fänrik vid Karlskrona kustartilleriregementes reserv.
Jan De Geer var son till geografen, professor Sten De Geer och Gea Holm samt bror till docenten Eric De Geer och sonson till geologen Gerard De Geer. Han gifte sig 1945 med Margareta Jersin (1914–1997) och fick fem döttrar, däribland Marie De Geer och Anne De Geer.
Jan De Geer är begravd på Norra begravningsplatsen utanför Stockholm.